# スティーブ・フェインバーグ
スティーブン・アンドリュー・フェインバーグ（英語: Stephen Andrew Feinberg）は、アメリカ合衆国の政治家、投資家。2025年3月よりアメリカ合衆国国防副長官を務める。

## 経歴

### 幼少期と教育
フェインバーグはユダヤ人の家庭に生まれ、ニューヨークのブロンクス区で育った。8歳の時、家族はニューヨーク郊外のスプリングバレーに引っ越した。父親は鉄鋼のセールスマンだった。フェインバーグは1982年にプリンストン大学で政治学の学士号を取得し、94ページに及ぶ卒業論文「売春と麻薬合法化の政治」を執筆した。プリンストン大学在学中、フェインバーグはテニスチームのキャプテンを務め、予備役将校訓練課程を受けた。

## 民間での経歴
大学卒業後、フェインバーグは1982年にドレクセル・バーナムでトレーダーとして働き、その後グランタル・アンド・カンパニーで働いた。
1992年、フェインバーグはウィリアム・L・リヒターと共同でサーベラス・キャピタル・マネジメントを設立し、運用資産は1000万ドルに達し、2024年までに運用資産は600億ドルを超えると予想された。1999年、同社は元副大統領のダン・クーエルをサーベラス・グローバル・インベストメントの会長に迎えた。2006年、同社は元アメリカ合衆国財務長官のジョン・スノーを会長に招いた。2011年5月、ファインバーグは、住宅ローン担保証券は「かなりの期間、継続的に投資できる真の機会」を提供する可能性があり、欧州の銀行から資産を購入する機会があると信じていると述べた。
フェインバーグは、自身や他のプライベート・エクイティ幹部が受け取る報酬について、「一般的に、この業界では私たち全員が過大な報酬を受けていると思う」と述べている。2011年にはプライベートエクイティファンドの規模が小さい方が投資家のリターンにとって良い可能性があると指摘し、「資産運用とは対照的にリターンを最大化することが目的なら、大企業のインフラと少し小さめのファンド規模が最も効果的だと思う」と述べた。
フェインバーグはニューヨーク・タイムズで「秘密主義者」と評された。2007年にフェインバーグはサーベラスの株主に対し、「サーベラスの社員で自分の写真やアパートの写真が新聞に掲載された者がいたら、我々は解雇以上のことをする。殺すだろう。懲役刑でも価値がある」と語った。
サーベラスは2010年から2020年まで民間警備会社のダインコープ・インターナショナルを所有していたが、フェインバーグが大統領情報活動諮問会議に在任中、そして国防副長官に指名された後に利益相反の疑いで告発された。

## 政治経歴
フェインバーグは共和党への大口献金者である。2016年には大統領選挙運動中にトランプ経済諮問委員会の委員を務め、親トランプ派PACに約150万ドルを寄付し、他の資金提供者らと共に共和党全国委員会とトランプの資金調達ディナーを一人当たり5万ドルで共催した。2017年2月、ニューヨーク・タイムズは、トランプ大統領がフェインバーグをホワイトハウスで米情報機関の見直しを主導する役職に任命すると報じた。
2018年5月11日、トランプはフェインバーグを大統領情報活動諮問会議の議長に任命した。
フェインバーグは妻と共にドナルド・トランプ2020年大統領選挙キャンペーンに71万5600ドルを寄付した。

### アメリカ合衆国国防副長官
2024年12月22日、ドナルド・トランプ次期大統領は、フェインバーグをアメリカ合衆国国防副長官に指名すると発表した。
エリザベス・ウォーレンを含む数人の民主党上院議員は、フェインバーグの過去の経歴とフェインバーグの会社であるサーベラス・キャピタル・マネジメントとアメリカ国防総省との間の利益相反の可能性について懸念を表明した。
2025年2月25日の承認公聴会で、フェインバーグはロシアがウクライナに侵攻したかどうかについては明言を拒否し、国防総省内での大規模な人員削減を支持すると表明した。
2025年3月14日、フェインバーグは上院で59対40で承認された。彼は2025年3月17日にに宣誓した。